# Marigold Hotel
Marigold Hotel (The Best Exotic Marigold Hotel) è un film del 2012 diretto da John Madden e con protagonisti Judi Dench, Bill Nighy, Dev Patel, Tom Wilkinson e Maggie Smith.
Nel 2015 ne è stato realizzato un sequel, intitolato Ritorno al Marigold Hotel.

## Trama
Alcuni pensionati britannici decidono di trasferirsi a Jaipur, in India, per soggiornare nel Best Exotic Marigold Hotel, pubblicizzato come una casa di riposo esotica.
Evelyn Greenslade, una casalinga vedova, deve vendere la sua casa per saldare i debiti del marito; Graham Dashwood, un giudice dell'Alta Corte, decide bruscamente di andare in pensione per ritornare a Jaipur doveva aveva vissuto da bambino; Jean e Douglas Ainslie sperano di potersi permettere una pensione, dopo aver investito la maggior parte dei loro risparmi nella start-up della figlia; Muriel Donnelly, un'ex governante che ha pregiudizi razzisti, decide di sottoporsi a un'operazione all'anca più economica in India; Madge Hardcastle, dopo diversi matrimoni infruttuosi, cerca una nuova storia d'amore oltreoceano; e Norman Cousins, un anziano Don Giovanni, cerca di rivivere la sua giovinezza.
Arrivati sul posto, scoprono che in realtà l'hotel è molto meno lussuoso e affascinante del previsto, poiché il suo manager Sonny aveva ritoccato le immagini dell'hotel nel sito web. Jean decide di restare caparbiamente in hotel, mentre il marito Douglas esplora i luoghi d'interesse della città. Graham, trovando che la zona è notevolmente cambiata da quando lui ci viveva da giovane, scompare ogni giorno in lunghe gite dallo scopo misterioso. Muriel, nonostante i suoi atteggiamenti razzisti, inizia ad apprezzare il suo medico indiano. Evelyn ottiene un lavoro di consulenza per il personale di un call center (in cui lavorano sia Sunaina, la fidanzata di Sonny, sia Jay, il fratello di lei) su come interagire con i vecchi clienti britannici prima di proporre i loro prodotti. Madge frequenta il Viceroy Club, trovandovi anche Norman, e lo aiuta a iniziare una relazione con una donna di nome Carol. Nel frattempo, Sonny si sforza di raccogliere fondi per ristrutturare l'hotel che ha molti debiti, e continua a frequentare la fidanzata Sunaina nonostante la disapprovazione di sua madre, che vorrebbe che il figlio abbandonasse la gestione dell'hotel.
Graham confida a Evelyn di essere gay e di essere tornato a Jaipur per trovare il suo amante indiano Manoj, da tempo perduto, che ha dovuto lasciare a causa di uno scandalo. Lui, Evelyn e Douglas alla fine trovano Manoj, che è felicemente sposato da anni, ma è comunque felicissimo di rivedere Graham. Tuttavia l'uomo muore per una complicazione cardiaca e, dopo il funerale, Evelyn crolla tra le braccia di Douglas, per il suo matrimonio che giudicava poco sincero. Jean accusa Douglas di avere una relazione ma gli rivela anche che gli affari della figlia hanno dato i loro frutti e possono tornare a casa.
La madre di Sonny conosce Sunaina all'improvviso, ma la rifiuta e Sonny, scoraggiato, decide di chiudere l'hotel. Tuttavia, Evelyn lo convince a esprimere il suo amore alla ragazza e a lottare per la loro relazione. I due fidanzati esprimono alla signora Kapoor l'intenzione di restare insieme anche se lei lo disapproverà. Wasim, un anziano impiegato, ricorda alla madre di Sonny che anche lei e il marito si erano sposati nonostante il parere contrario delle famiglie: commossa, la donna approva l'unione.
Muriel convince un investitore a collocare il suo denaro nel progetto di Sonny, a condizione che lei sia coinvolta nella gestione. Scongiurata la chiusura, Carol va a vivere insieme a Norman e Jean ritorna in Inghilterra, invitando invece Douglas a rimanere, per la gioia di Evelyn. L'hotel prospera e i suoi residenti si godono la loro pensione.

## Produzione
La sceneggiatura del film scritta da Ol Parker, si basa sul romanzo Mio suocero, il gin e il succo di mango (These Foolish Things) di Deborah Moggach.

## Distribuzione
Il primo trailer ufficiale del film è stato pubblicato online il 15 settembre 2011. Il trailer italiano del film è stato invece diffuso il 15 febbraio 2012.
Il film è uscito in anteprima nelle sale irlandesi e britanniche a partire dal 24 febbraio 2012, mentre in Italia è stato proiettato in anteprima il 29 marzo 2012 al Bif&st di Bari ed è uscito nei cinema a partire dal 30 marzo 2012.